# Баскетбол 3x3
Баскетбол 3x3 — один з видів баскетболу, що грається двома командами на одному баскетбольному кільці. Він розвинувся з вуличного баскетболу та згідно з дослідженням ESSEC Business School на замовлення Міжнародного олімпійського комітету, 3x3 є найбільшим міським командним видом спорту у світі. Наразі цей вид баскетболу просувається та структурується ФІБА, керівним органом баскетболу. Його основним змаганням є щорічний світовий тур FIBA 3X3 що включає серію турнірів та один фінальний турнір, де розігруються призові рівня шестизначних сум у доларах США. Кубки світу FIBA 3x3 для чоловіків та жінок — це найвищі турніри для національних команд 3x3.

## Історія
3x3 — це вид баскетболу, який давно грають на вулицях та в залах по всьому світу, хоча і менш офіційно ніж основний вид баскетболу. Починаючи з кінця 2000-х років, правила гри 3x3 стали стандартизуватися по всій території Сполучених Штатів, особливо завдяки серії турнірів Gus Macker та Hoop It Up, які проводили великі заходи по всій країні, до яких входили команди та гравці всіх рівнів кваліфікації. У 1992 році Adidas розпочав припинене сьогодні змагання зі стрітболу. З того часу кількість подій та змагань 3x3 по всьому світу неухильно зростає.
FIBA ухвалила рішення про тестування 3х3 на Азійських іграх з бойових мистецтв і змагань у приміщеннях 2007 року в Макао. Подальше тестування проводились у квітні 2008 року в Домініканській Республіці та жовтні 2008 року в Індонезії. Міжнародний дебют відбувся на Азійських юнацьких іграх 2009 року: 19 команд змагались у турнірі серед хлопців, а 16 команд — у турнірі серед дівчат. Всі ігри проводились в Англіканській середній школі в Танах-Мерах, Сінгапур. 3x3 дебютував у всьому світі на літніх юнацьких Олімпійських іграх 2010 року в Сінгапурі. У змаганнях взяли участь 20 команд як серед хлопчиків, так і серед дівчат. З того часу чемпіонати світу як у дорослих, так і в категоріях молодше 18 років проводяться регулярно.
Після успіху в Сінгапурі FIBA запустила повну програму, щоб зробити 3x3 самостійною грою зі своїми правилами та регулярними змаганнями. 3x3 дебютує як олімпійський вид спорту на літніх Олімпійських іграх 2020 року.

## Правила гри

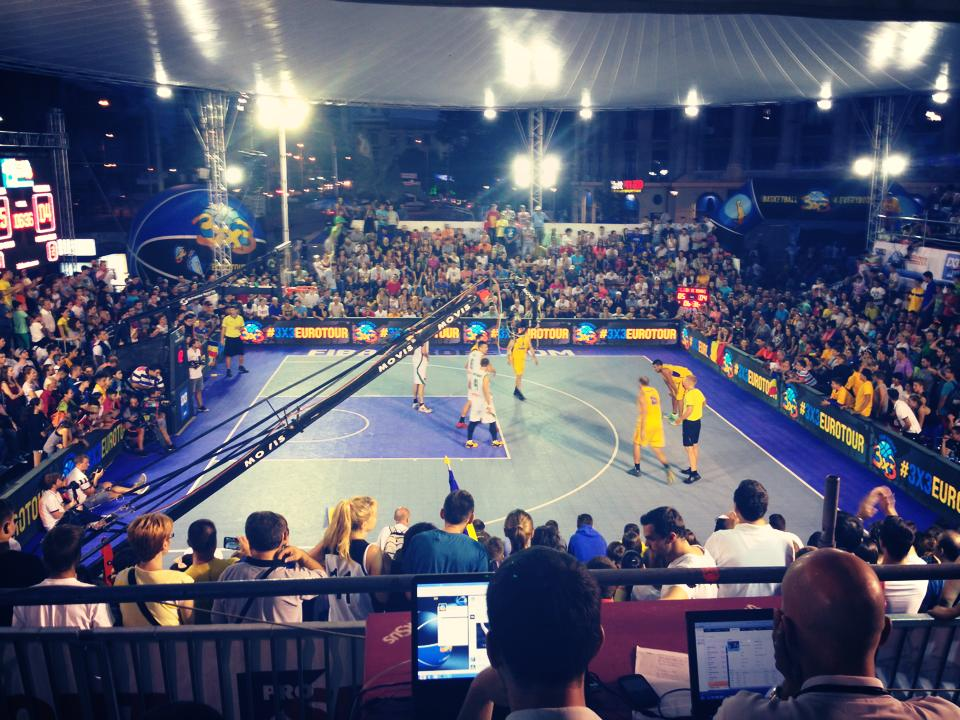
Міжнародний матч чоловіків між Румунією та Словенією у Бухаресті (вересень 2014 р.)

FIBA періодично випускає доповнення до своїх офіційних правил баскетболу спеціально для 3x3. Правила кажуть, що стандартні правила FIBA застосовуються до всіх ситуацій, не передбачених спеціально правилами FIBA 3x3. Поточний набір правил, як у скороченому варіанті та в розширеному варіанті, був опублікований у серпні 2019 року.
Чинні правила відрізняються від правил звичайного баскетболу наступним:
- Кожна команда складається з трьох гравців та одного запасного гравця. На початку гри кожна команда повинна мати трьох гравців на майданчику.
- Гра проводиться на половині майданчика з одним кошиком. Офіційний розмір майданчика 15 метрів в ширину (така ж, як стандарт FIBA для гри на повному майданчику) на 11 метрів у довжину (тоді як половина довжини стандартного майданчика у звичайному баскетболі FIBA — 14 метрів). Однак у правилах конкретно зазначено, що половина стандартного майданчика ФІБА є прийнятною для офіційних змагань.
- Баскетбольний м'яч є унікальним для 3x3 і використовується у всіх змаганнях, як чоловічих, так і жіночих чи змішаних. Його окружність дорівнює стандартному 6 розміру (720 мм), що використовується у звичайному жіночому баскетболі. Однак його маса дорівнює стандарту 7 розміру (650 грамів), що використовується у звичайному чоловічому баскетболі.
- Спірний м'яч не використовується для початку гри. Натомість підкидання монети проводиться безпосередньо перед грою. Команда-переможець може обрати володіння м'ячем на початку гри або перше володіння потенційним додатковим періодом. Своєю чергою, це означає, що якщо гра переходить у додатковий час, перше володіння дістається команді, яка розпочала гру в обороні.
- В жодному таймі гри нема спірних м'ячів, а також не існує правила чергування володіння м'ячем. У будь-якій ситуації з утриманням м'яча команда, що обороняється отримує володіння м'ячем.
- Кожен вдалий кидок в кільце із меж триочкової лінії отримує одне очко, тоді як кожен вдалий кидок поза меж триочкової лінії отримує два бали.
- Гра являє собою один 10-хвилинний період з дочасним припиненням гри при набранні якоюсь з команд 21 очка. Переможцем стає перша команда, яка набрала 21 очко, або команда з більшою кількістю очок в кінці 10 хвилин. Рівний рахунок у кінці тайму призводить до додаткового часу, який виграє перша команда, яка набере два очки. Якщо основний час закінчується рахунком 20:20, то досягнення 21 очка не закінчує гру в додатковому часі.
- Гра починається з того, що команда, що обороняється обмінюється м'ячем із суперниками, що наступає, за триочкової лінії. Цей обмін також використовується для перезапуску гри з будь-якої ситуації зупинки гри. Якщо зроблено фол, який призводить до того, що команда, яка не зробила фолу, зберігає володіння м'ячем, тобто технічний або «неспортивний» фол, то команда, яка не зробила фолу отримує обмін.
- Використовується 12-секундний аналог правила 24 секунд у звичайному баскетболі.
- Якщо команда, що обороняється заволодіває м'ячем всередині триочкової лінії викраданням, блоком або підбиранням, то вона повинна перевести м'яч за межі триочкової лінії перш ніж мати змогу зробити кидок у кільце.
- Після м'яча закинутого з гри чи зі штрафного (за винятком технічних чи неспортивних фолів та або коли команда набрала не менше 10 фолів), гра повторно запускається гравцем команди, що не забила, який бере м'яч прямо під кошиком, а потім веде м'яч або передає його в точку за межами триочкової лінії.
- Єдиною спільною рисою між процедурою заміни у звичайному баскетболі та в 3x3 є те, що вона може відбуватися лише в ситуації поза грою. У 3х3 той, хто вийшов на заміну може увійти лише з-за кінцевої лінії, протилежної кошику, і заміна стає офіційною після того, як гравець, що виходить з гри, встановив фізичний контакт з тим, хто виходить на заміну. На відміну від гри на повному майданчику, жодних дій з боку суддів чи суддів за столом не потрібно.
- Кожній команді дозволяється один тайм-аут. (Посадові особи все ще можуть зупинити гру у випадку травми гравця або інших небезпечних ситуацій, як це передбачено стандартними правилами FIBA).
- Індивідуальні підрахунки фолів не ведуться. Іншими словами, гравці не можуть бути дискваліфіковані на підставі особистих фолів. Однак гравець, який зробив два неспортивні фоли, дискваліфікується.
- Кожен технічний фол вважається 1 командним фолом, тоді як кожен неспортивний або, що веде до дискваліфікації, зараховується як 2 командні фоли.
- Фоли під час кидка всередині триочкової лінії караються одним штрафним кидком, а фоли під час кидка за межами триочкової лінії — двома штрафними кидками.
  - 7-мий, 8-мий і 9-тий командні фоли караються двома штрафними кидками, а 10-тий командний фол і подальші — двома штрафними кидками та володіння м'ячем.
  - Технічні фоли призводять до одного штрафного кидка, при цьому володіння передається команді, яка мала право володіння на той момент.
  - Перший неспортивний фол проти гравця призводить до двох штрафних кидків для команди, яка не порушила правила. Будь-який фол, який призводить до дискваліфікації (або другий неспортивний фол гравця), призводить до двох штрафних кидків та володіння м'ячем.
  - Образливі фоли, якщо не технічні, неспортивні або, що ведуть до дискваліфікації,, ніколи не призводять до штрафних кидків, незалежно від кількості командних фолів.
  - У разі обопільного фолу жодна команда не карається штрафними кидками, незалежно від кількості фолів команди або того, чи були обопільні фоли неспортивними.

## Кубки світу
Після успіху на літніх юнацьких Олімпійських іграх 2010 року, ФІБА заснувала регулярний Кубок світу, де завжди грають чоловіки та жінки, які одночасно змагаються у відкритих категоріях U23 та U18. Кубки світу проводяться щороку, за винятком тих років, коли є Юнацькі Олімпійські ігри чи Олімпійські ігри.
Кваліфікація до Кубка світу базується на рейтингу Федерації Баскетболу 3x3 який кваліфікує всі національні федерації на основі особистих рейтингів 100 найкращих громадян відповідної країни у світовому рейтингу гравців у 3x3 у відповідній категорії (тобто чоловіки, жінки, чоловіки U23, жінки U23, чоловіки U18 та жінки U18).
Окрім командних змагань, на Кубках світу також проводяться індивідуальні змагання у данкінгу (тобто забиванні двома руками згори над кільцем) та кидках.

## Міжнародні змагання
Баскетбол 3x3 став регулярним змаганням на Європейських іграх починаючи з 2015 (того року вони відбувалися в Баку, Азербайджан).
9 червня 2017 року виконавчий комітет Міжнародного олімпійського комітету оголосив, що баскетбол 3х3 буде доданий до олімпійської програми для літніх Олімпійських ігор 2020 року в Токіо, Японія, як для чоловіків, так і для жінок.
У серпні 2017 року було оголошено, що баскетбол 3х3 буде у програмі на Іграх Співдружності 2022 року в Бірмінгемі, Англія.